# René Marčić
René Marčić (Beč, 13. ožujka 1919. – Aarsele kraj Tielta, 2. listopada 1971.) bio je hrvatski pravnik, politolog i publicist.

## Životopis
Bio je sin slikara Rudolfa Ernsta. Završio je 1937. godine Franjevačku klasičnu gimnaziju u Širokom Brijegu te je 1941. diplomirao na Pravnom fakultetu u Zagrebu, a doktorirao 1942. godine.
Također je  polazio Visoku školu za svjetsku trgovinu u Beču te filozofsko-teološki studij u Beču i Salzburgu. Za vrijeme NDH bio je kulturni ataše (1943.) i tiskovni ataše (1944.–1945.) u generalnom konzulatu NDH u Beču. Također je djelovao kao tajnik u Glavarstvu građanske uprave za Dalmaciju, odnosno Uredu za građanske poslove Zapovjedništva obalnog odsjeka „Lika” u Splitu (1943.–1944.).
Od 1946. godine radio je u uredništvu lista „Salzburger Nachrichten”. Bio je glavni urednik lista od 1959. do 1964. godine. Bio je prvi predsjednik Austrijskoga vijeća za tisak (1961.–1963.). Od 1963. bio je redoviti profesor na Filozofskom fakultetu Sveučilišta u Salzburgu. Od 1965. do 1966. bio je dekan istog fakulteta. Od 1968. bio je predavač na Pravnome faultetu Sveučilište, kojem je 1964. bio jedan od suutemeljitelja. Bio je rektor Sveučilišta od 1966. do 1967. godine. Također je bio jedan od suutemeljitelja Instituta za političke znanosti.
Poginuo u zrakoplovnoj nesreći 1971. godine.
Bio je dopisni član Hrvatske akademije Amerike.

## Djela
- „Vom Gesetzesstaat zum Richterstaat” (Wien, 1957.)
- „Verfassung und Verfassungsgericht” (Wien, 1963.)
- „Mensch, Recht, Kosmos” (Wien—Köln—Stuttgart—Zürich, 1965.)
- „Verfassungsgerichtsbarkeit und Reine Rechtslehre” (Wien, 1966.)
- „Die Zukunft der Koalition” (Wien—Frankfurt—Zürich, 1966.)
- „Rechtsphilosophie” (Freiburg, 1969.)
- „Hegel und das Rechtsdenken im deutschen Sprachraum” (Salzburg—München, 1970.)
- „Recht, Staat, Verfassung” (Wien, 1970.)
- „Geschichte der Rechtsphilosophie” (Freiburg, 1971.)
- „Naturrecht und Gerechtigkeit” (suautor I. Tammelo; Frankfurt am Main—Bern—New York—Paris, 1989.)

## Počasti
- Posvećene su mu spomenice 1974. i 1983. godine.
- Pokrajinska novinarska nagrada
- Austrijsko-hrvatsko društvo – podružnica „Rene Marčić” Salzburg[1]

### Članci
- Bačmaga, Ivan. 2021. Marčić, René. Hrvatski biografski leksikon. Zagreb.  journal zahtijeva |journal= (pomoć)